# Terremoto del Qa'en del 1997
Il 10 maggio 1997 la provincia di Khorasan, nell'Iran settentrionale, fu colpita da un grave sisma conosciuto come terremoto del Qa'en (anche Qaen), del Quayen o di Ardekul.
Fu il maggiore nell'area dal 1990: si registrarono 7,3 gradi sulla scala di magnitudo del momento sismico e l'epicentro fu localizzato a circa 270 km a sud di Mashhad presso il villaggio di Ardekul. Il terremoto, come si scoprì in seguito, fu causato da una rottura lungo una faglia situata nei pressi del confine tra Iran e Afghanistan.
Creò ingenti danni, devastando la regione di Birjand–Qa'en e causando 1.572 morti e più di 2.300 feriti. Il terremoto causò lo sfollamento di 50 000 persone e danneggiò o distrusse circa 15.000 abitazioni ed è stato descritto come il più dannoso del 1997 dalla United States Geological Survey.

Il terremoto è stato poi seguito da circa 155 scosse di assestamento che causarono ulteriori danni alle costruzioni non crollate. La zona più vicina all'epicentro presentava una distruzione pressoché totale: ciò fu imputato alle tecniche di costruzione inefficaci ed economiche e alla costruzione di edifici in zone soggette ad un alto rischio sismico.

La stima dei danni fu di 100 milioni di dollari e molti Stati aiutarono le zone colpite dal sisma con aiuti materiali e con l'invio di squadre di soccorso affiancate ai volontari locali.

## Ambiente e geologia
L'Iran è un'area largamente interessata dai terremoti e la regione del Sistan, in cui si verificò il Qaen, si è rivelata una delle più soggette ai sismi.
Il terremoto fu causato da una rottura lungo la faglia di Abiz, situata a Nord-Est della principale zona di collisione tra la placca tettonica arabica e quella eurasiatica. La regione di Sistan definisce il confine orientale della micro-placca iraniana.

## Danni e vittime
Il terremoto fu percepito su un'area di circa 500000 km², arrivando finanche alle città di Mashhad, Kerman e Yazd. La distruzione fu più grave entro una zona circoscritta tra l'epicentro e la città di Birjand.
I numeri iniziali di morti e feriti furono stime arbitrarie (il New York Times parlò di 2.000 morti nella sola zona circostante l'epicentro). Le cifre indicate dalla maggior parte delle fonti sono quelle dello United States Geological Survey, che parlò di 1.572 morti e 2.300 feriti.
Un altro problema verificatosi nei giorni seguenti il terremoto fu un brusco aumento della temperatura (da 5 °C a 29 °C), che preoccupò le autorità poiché essendo stati sepolti i corpi in grandi fosse comuni la propagazione delle malattie sarebbe stata molto più rapida.
Molti villaggi persero corrente elettrica ed acqua rendendo impossibile l'autonomia dei sopravvissuti. I feriti erano spesso lontani più di 90 miglia (140 km) dagli ospedali più vicini. Un dottore, per sottolineare l'estrema necessità di aiuto disse:"Non so quanti casi ho trattato oggi, ma sembrano centinaia".
Le continue scosse di assestamento costrinsero i sopravvissuti ad allontanarsi dalle loro case e a vivere in tendopoli. Parecchi giorni dopo il terremoto, una scossa di magnitudo 4.8 distrusse tutte le 700 case del villaggio di Abiz, 90 km ad est di Qayen e 400 dei suoi 1 200 abitanti rimasero uccisi.
Secondo una stazione radio Iraniana, 200 villaggi subirono danni consistenti o furono distrutti. Il Dipartimento Geologico degli Stati Uniti stimò che almeno 10.553 case furono distrutte e almeno altre 5.474 subirono danni di varia entità, lasciando senza casa 50 000 persone. Il governo Iraniano, inizialmente, stimò il valore dei danni in 67 milioni di US$ (Circa 89 milioni di US$ al valore nel 2008), le stime furono successivamente aumentate fino a raggiungere i 100 milioni di US$ (Circa 133 milioni di US$ al valore nel 2008). Cento scuole ed edifici pubblici, compresi gli ospedali, nell'area del terremoto mostrarono la necessità di riparazioni di varia entità.
La maggior parte delle case distrutte o seriamente danneggiate era di semplice costruzione, con muri costruiti di fango o mattoni a secco. Questi materiali sono spesso più vulnerabili alla forza di un terremoto. Tuttavia, alcune delle case costruite con criteri tradizionali dell'Iran subirono danni leggeri. Questo fu principalmente dovuto ad una serie di fattori tra cui, indubbiamente, il rapporto tra l'altezza e la larghezza delle abitazioni, la mancanza di finestre e la qualità dei materiali usati. Generalmente le case costruite dopo il terremoto del 1979, furono in grado di attutire maggiormente la forza del terremoto, principalmente per l'intenso utilizzo di cemento armato.

## Donazioni internazionali
| Organizzazione/stato | Denaro donato |
| -------------------- | ------------- |
| ONU                  | $525.000      |
| Giappone             | $300.000      |
| Paesi dell'OPEC      | $300.000      |
| Germania             | $235.000      |
| Regno Unito          | $200.000      |
| Norvegia             | $90.000       |
| Danimarca            | $35.000       |
| Croce Rossa          | $33.800       |
| USA                  | $25.000       |